# Жужелица Линдеманна
Жужелица Линдеманна (лат. Саrabus lindemanni) — вид жуков из подсемейства собственно жужелиц. Видовое название дано в честь Карла Эдуардовича Линдеманна — врача, доктора зоологии и сравнительной анатомии (1886), энтомолога, общественного и политического деятеля.

## Описание
Жуки активны в апреле и в первой половине мая. Вид с быстро сокращающимся ареалом. Эндемик предгорий центральной части Заилийского Алатау между реками Чемолган и Турген. Обитает на открытых остепненных участках предгорий на высотах 800—1000 м н.у.м.

## Охрана
Причины сокращения численности вида: изменения местообитаний в результате хозяйственной деятельности человека, выжигание сухой растительности, обработка растений ядохимикатами, дачное строительство. Занесён в Красную книгу Казахстана.